# Capela Nossa Senhora das Neves

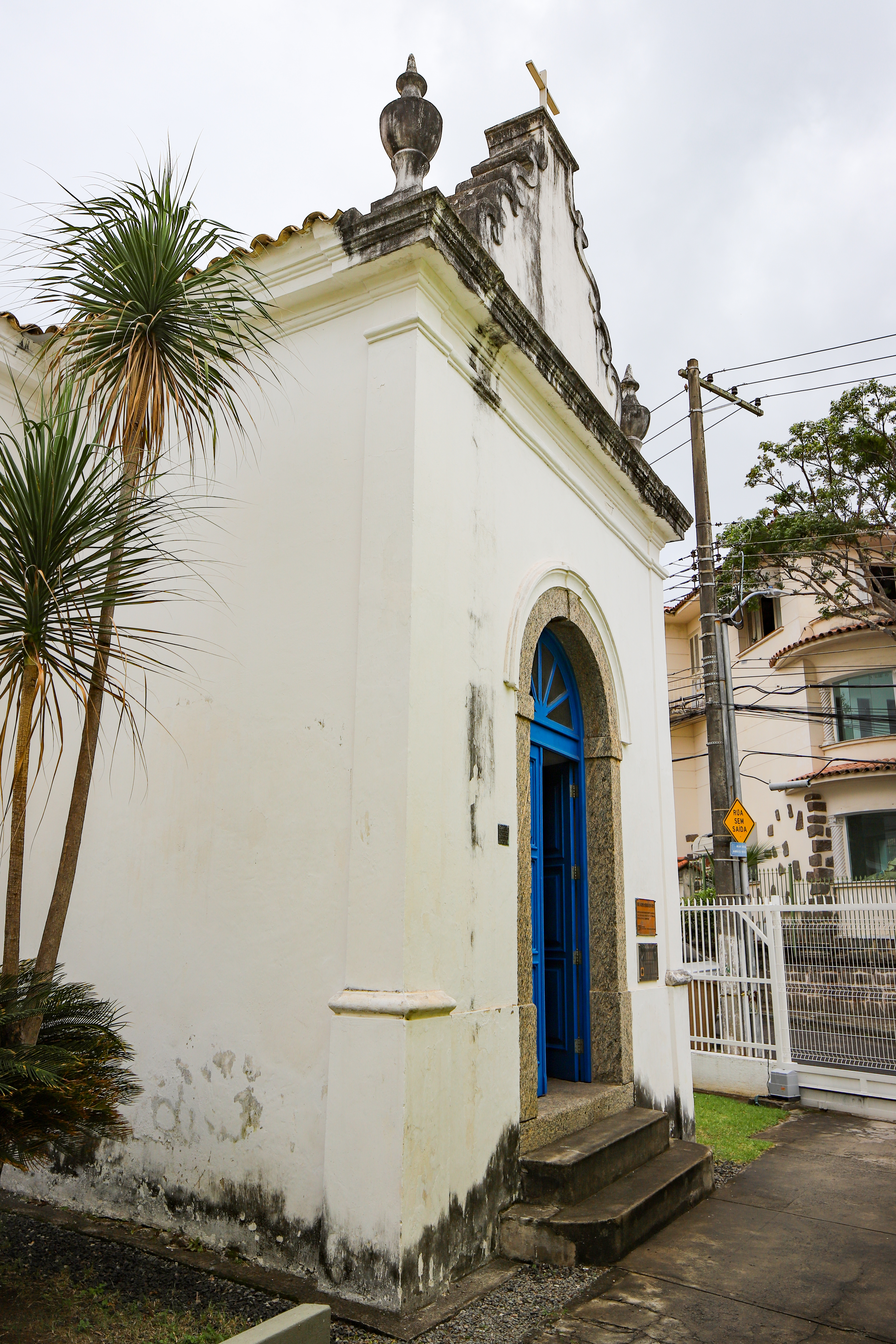
Capela Nossa Senhora das Neves, ao lado do Convento de São Francisco, em Vitória-ES

A Capela de Nossa Senhora das Neves foi construída no século XIX para ser usada como capela mortuária, na área do Convento de São Francisco, no centro de Vitória, no Espírito Santo.

## História
A Capela foi construída ainda no início do século XIX pelos padres franciscanos, lembrando ainda uma arquitetura colonial. Após alguns anos, em 1856, ela passou a servir de capela mortuária da necrópole que os franciscanos iniciaram no Convento de São Francisco, após pedido do presidente da província do Espírito Santo, José Maurício Pereira de Barros, o Barão de Itapemirim. O motivo eram as epidemias de cólera que se alastravam pela cidade.
Em 1902, ela estava passando por uma reforma organizada por devotos de Nossa Senhora das Neves, mas a reforma pode ter sido interrompida após a posse do bispo Fernando de Souza Monteiro no mesmo ano.
Ela continuou como capela mortuária até 1908, quando foi inaugurado o cemitério municipal de Santo Antônio. A partir de então, a capela passou a ter outras funções, tendo chegado a abrigar pessoas por um tempo.

## Características
O catálogo do Patrimônio Cultural do Espírito Santo descreve a capela em detalhes:
De volumetria originada por planta em cruz grega, em espaço composto por nave, capela-mor e duas sacristias, o edifício tem uma configuração dominada pela opacidade de espessas paredes executadas em alvenaria portante de pedra, onde pequenas janelas estão dispostas de forma equilibrada e simetria dominante. De dimensões e escala modestas, o conjunto se destaca em seu entorno pela unidade de sua composição. Singela e modesta, a capela é uma sequência de brancas superfícies recortadas por janelas cercadas por esquadrias de madeira em veneziana e vidro, das quais se destaca a fachada frontal.

## Tombamento
A Capela foi tombada como patrimônio histórico pela Secretaria de Cultura do Estado do Espírito Santo em 1984. Ela passou por diversas reformas com o passar do tempo, a última grande delas em 2009, a cargo do Instituto Goia, que buscou trazer de volta as características originais da construção, como suas cores e nos nichos de restos mortais em suas paredes.

Galeria
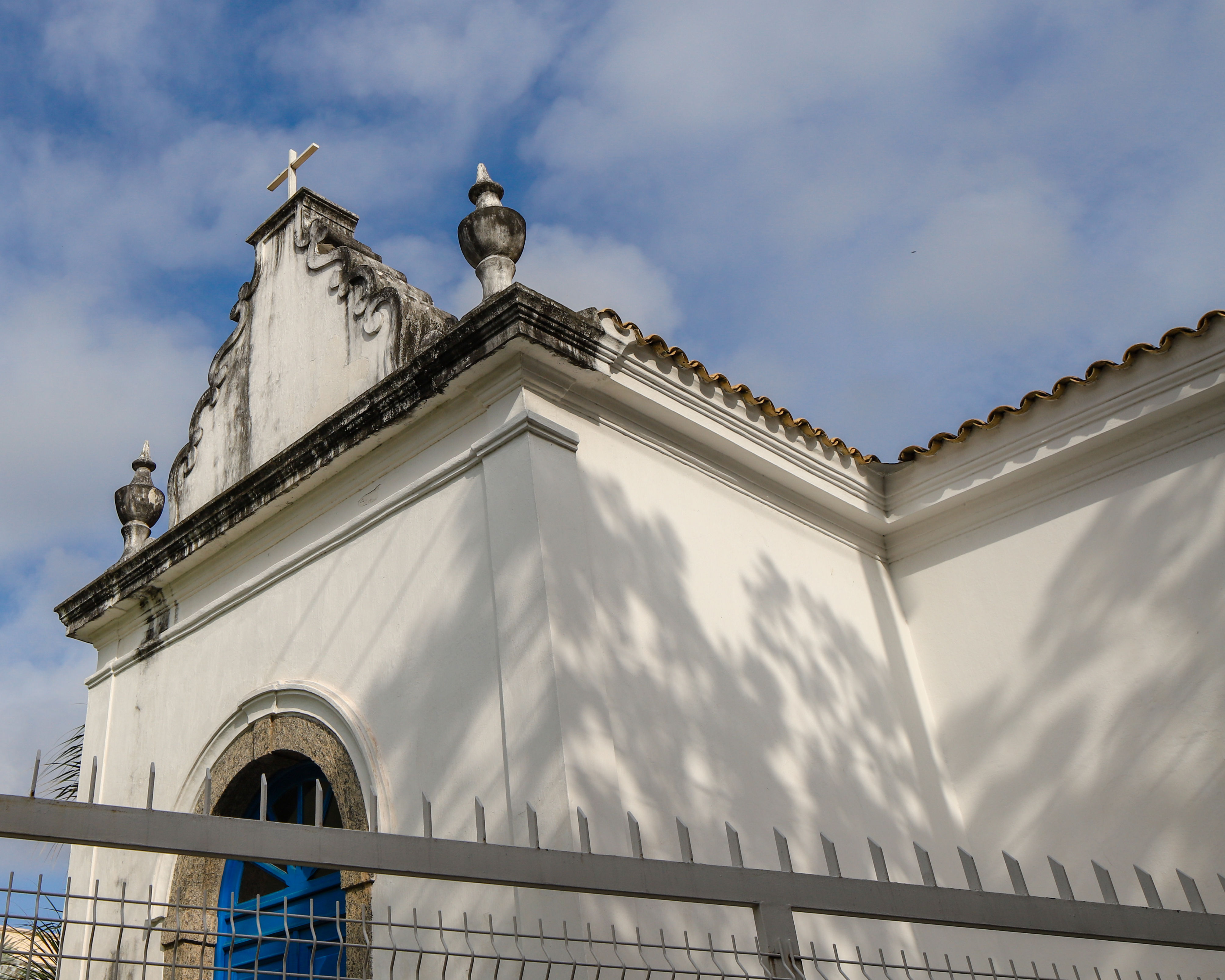
Frontão da Capela de Nossa Senhora das Neves
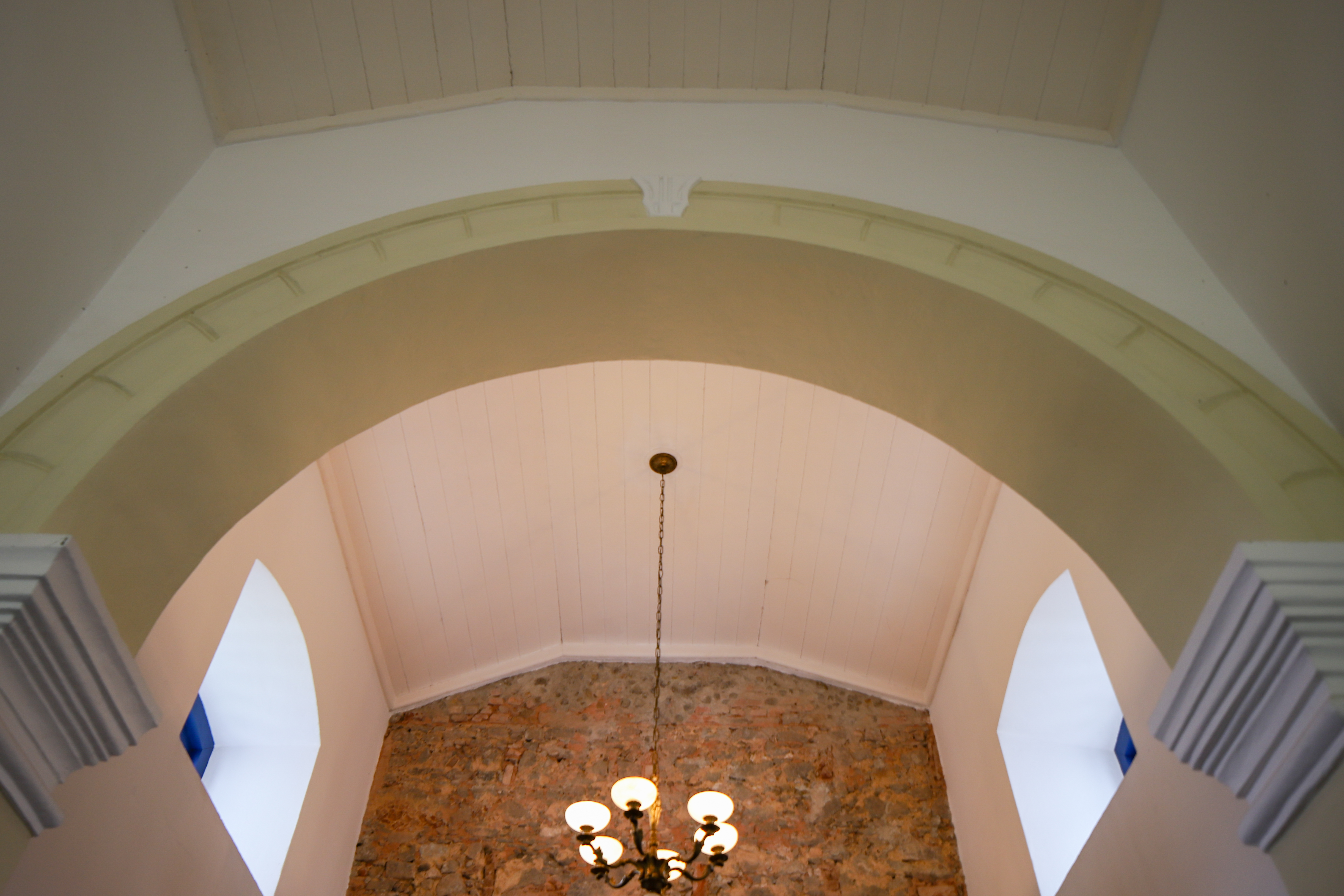
Arco interno da Capela de Nossa Senhora das Neves
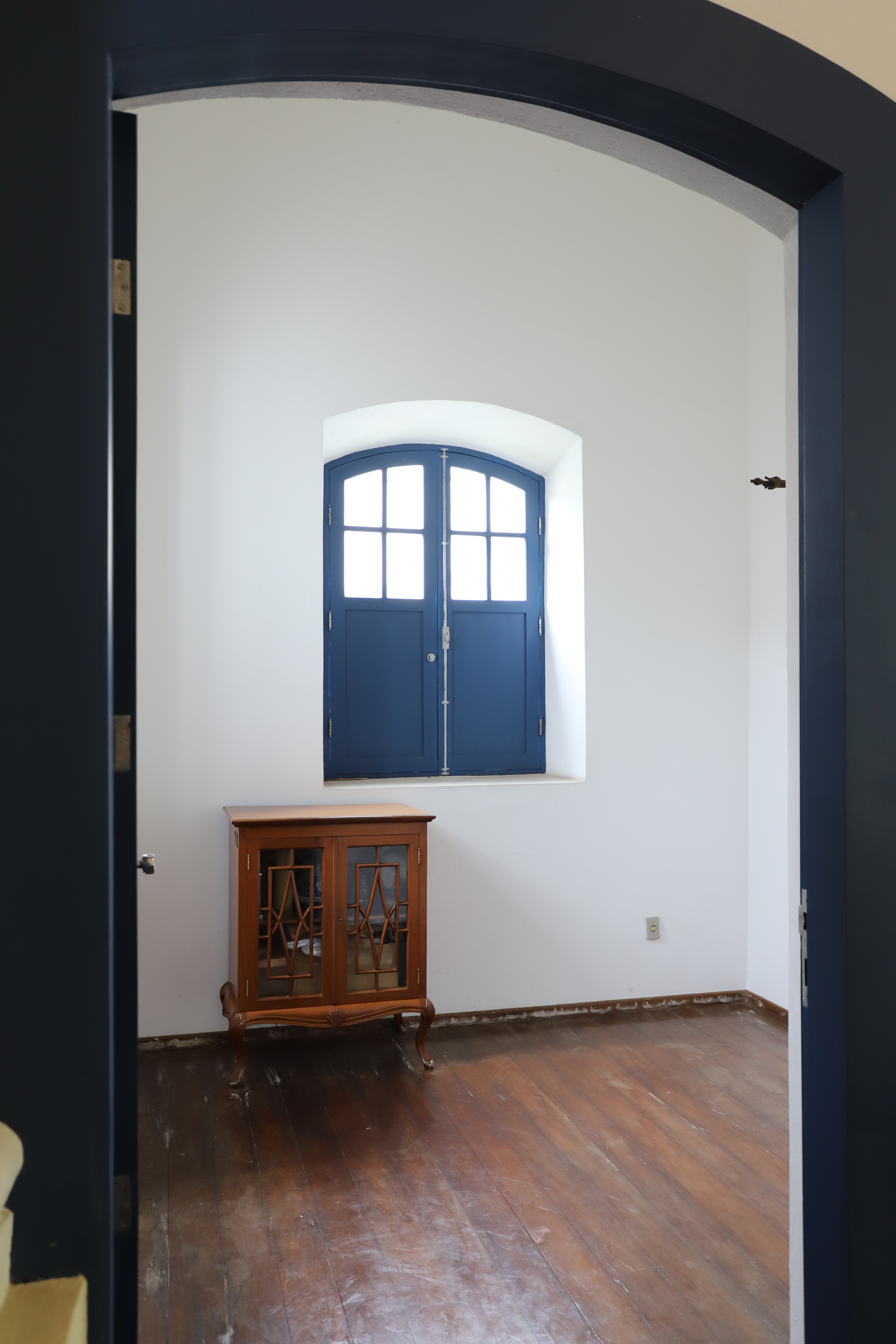
Interior da Capela de Nossa Senhora das Neves
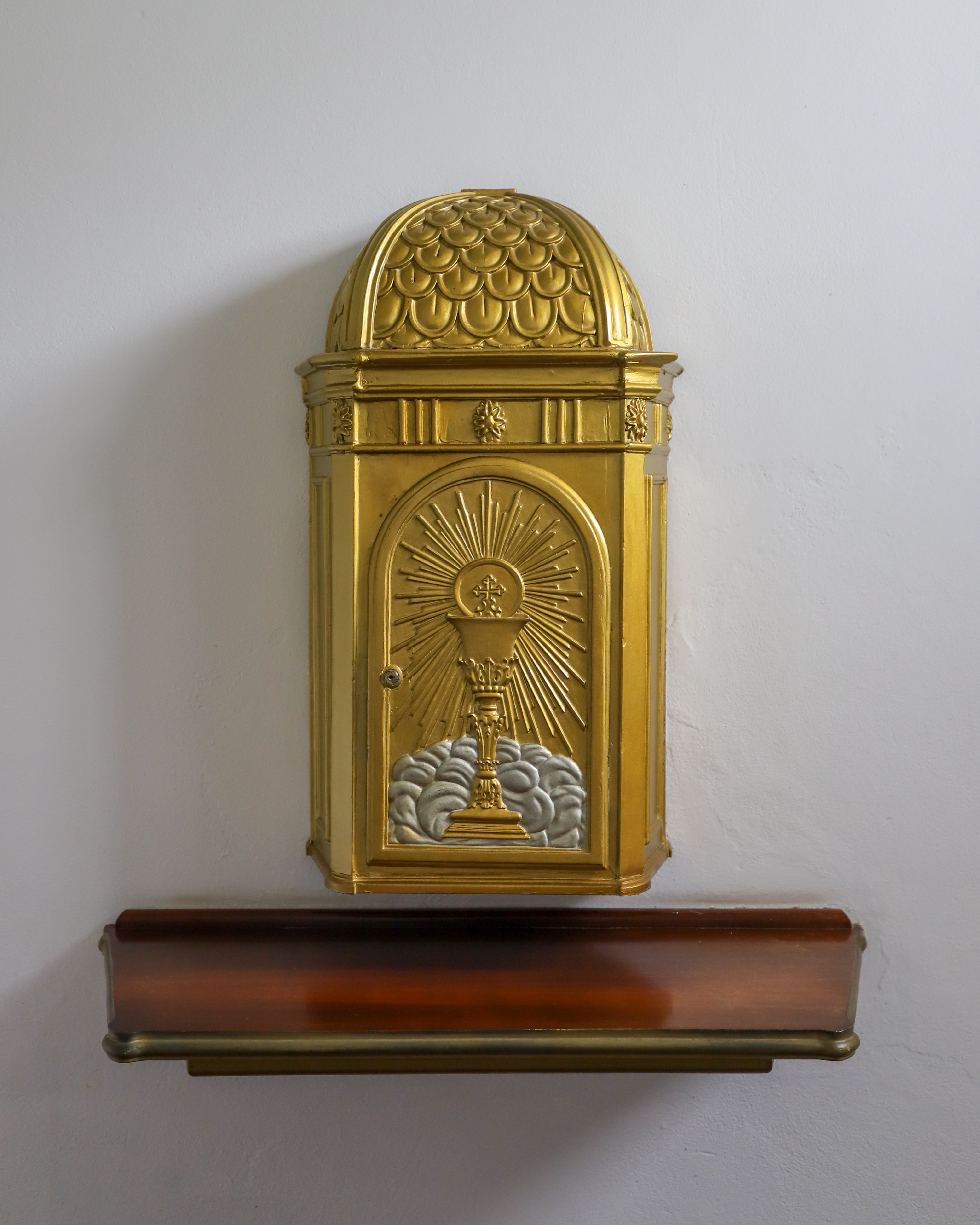
Sacrário da Capela de Nossa Senhora das Neves
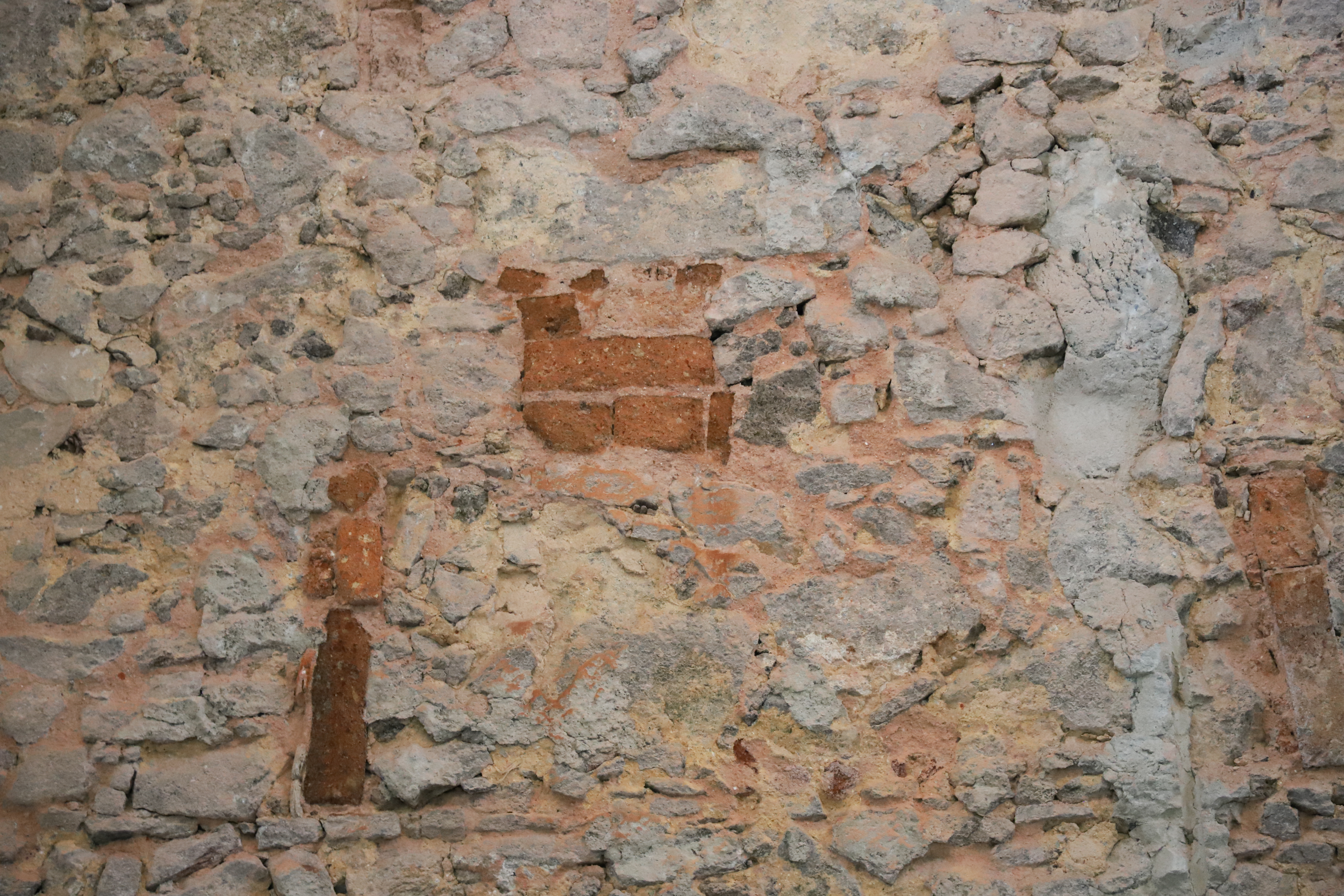
Parede interna da Capela de Nossa Senhora das Neves